# 親衛隊第9師
親衛隊第9師「霍亨斯陶芬」（德語：9. SS-Panzerdivision "Hohenstaufen"）是納粹德國在第二次世界大戰期間隸屬武裝黨衛軍的裝甲師，曾參與東線與西線多場重大戰役。該師於1942年12月組建，兵源多為青年，由親衛隊第1師等單位抽調士官與參謀人員組成核心骨幹組成。該師先後參與解圍卡梅涅茨-波杜爾斯基包圍戰 、諾曼第戰役、市場花園行動、突出部戰役及春季覺醒行動等戰事，最終在1945年5月8日於奧地利施泰爾向美軍投降。

## 組建
該師與姊妹部隊親衛隊第10師於1943年2月在法國組建，兵員主要來自國家勞役團。最初編制為裝甲擲彈兵師，1943年10月擴編為裝甲師，總兵力約1.9萬人。首任師長為親衛隊上級集團領袖威廉·比特里希。師名「霍亨斯陶芬」源自12至13世紀統治神聖羅馬帝國的霍亨斯陶芬王朝。

## 作戰

### 東線戰場
1944年3月，埃里希·馮·曼施坦因元帥調派該師與親衛隊第10師組成的親衛隊第2軍前往烏克蘭捷爾諾波爾地區，解救遭蘇軍包圍的第1裝甲軍團。在三日激戰中，該師摧毀蘇軍74輛坦克、84輛自走炮、21門反坦克炮與12門迫擊炮。儘管遭遇泥濘道路季的惡劣地形，該師仍成功在布恰奇與胡貝將軍部隊會師，阻止德軍主力遭圍殲。此階段作戰造成該師1011人傷亡。1944年6月6日盟軍登陸諾曼第後，親衛隊第2師於6月12日西調協防卡昂。

### 西線戰場

#### 諾曼第
該師在開赴諾曼第途中遭盟軍戰鬥轟炸機襲擊，延至6月26日抵達戰場。約半數坦克因機械故障損毀，後獲第102黨衛軍重戰車營增援，增加79輛豹式坦克在內的127輛戰鬥車輛。因英軍進攻卡昂，原定反擊計劃被迫中止。該師轉為防禦作戰，在卡昂戰役中傷亡1891人。7月10日撤至預備隊時，兩個裝甲擲彈兵團已合併為「霍亨斯陶芬」聯合團。該師在古德伍德行動中成功抵禦英軍裝甲攻勢，於木星行動擊毀58輛邱吉爾戰車。
8月加軍發動總計行動後，該師成功保持法萊斯包圍圈撤離通道暢通。至8月21日諾曼第戰役結束時，瓦爾特·哈澤爾黨衛隊旗隊長接任師長，指揮部隊在法比邊境實施後衛戰。9月初撤至荷蘭阿納姆休整時，兵力已從6月的1.6萬人銳減至7000人。

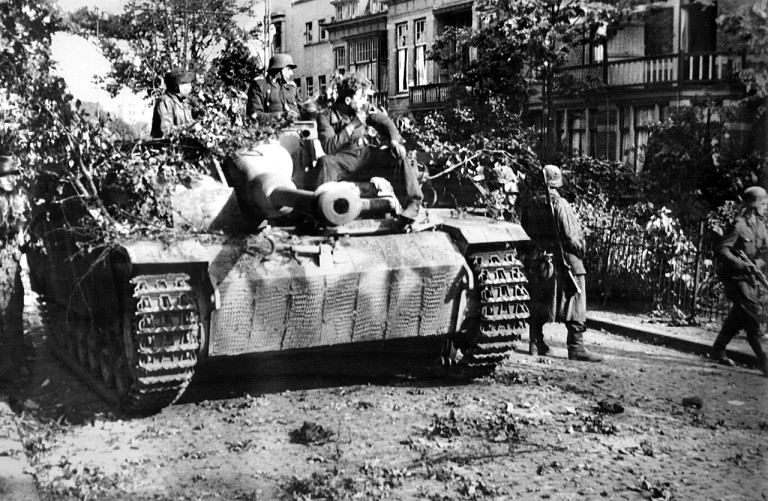
市場花園行動期間，士兵乘三號突擊炮穿越阿納姆街道

### 阿納姆戰役
1944年9月17日盟軍發動市場花園行動，該師駐阿納姆的偵察營（配備40輛輪式與半履帶車輛）首當其衝。比特里希下令奪取約翰·弗羅斯特橋北端，遭遇英軍第1空降師「紅魔鬼」頑強抵抗。由維克托·埃伯哈德·格雷布納（Viktor Eberhard Gräbner）指揮的偵察營試圖穿越橋梁南下奈梅亨遭伏擊，損失12輛車輛與70人。此戰役造成英軍約7000人傷亡，過程被改編為電影《奪橋遺恨》航拍照片顯示橋周邊被毀車輛數量實為普遍認知的兩倍。

### 突出部戰役
休整後，該師於12月12日南下蒙紹擔任約瑟夫·迪特里希指揮的第6裝甲軍團預備隊。12月21日全師投入聖維特-菲安登戰線，但未能突破美軍第82空降師防線。北翼攻勢受挫後轉戰巴斯托涅，在美軍防禦與盟軍空襲下損失慘重。1945年1月7日希特勒下令停止攻勢，部隊撤至隆尚重整。

## 後期
1945年2月該師整編後加入重建的第6裝甲軍團，參與巴拉頓湖地區的春季覺醒行動以解布達佩斯之圍。3月6日攻勢因道路泥濘延誤，蘇軍反攻切斷德軍退路。該師在突圍戰中摧毀80輛T-34戰車與IS坦克，5月1日殘部撤至施泰爾到阿姆施泰騰一帶，5月8日向美軍投降。

## 歷任指揮官
- 親衛隊上級集團領袖：威廉·畢特利希（1943年2月15日—1944年6月29日）
- 親衛隊旗隊領袖：托馬斯·穆勒（1944年6月29日—1944年7月10日）
- 親衛隊旅隊領袖：西爾維斯特·施泰德（英语：Sylvester Stadler）（1944年7月10日—1944 年 7 月 31 日）
- 親衛隊上級領袖：弗里德里希·威廉·博克（英语：Friedrich-Wilhelm Bock）（1944年7月31日—1944年8月29日）
- 親衛隊上級領袖：沃爾特·哈澤爾（英语：Walter Harzer）（1944年8月29日—1944年10月10日）
- 親衛隊旅隊領袖：西爾維斯特·施泰德（英语：Sylvester Stadler）（1944年10月10日—1945年5月8日）

## 作戰序列
親衛隊總部坐落於柏林-利希特菲爾德，以下為其作戰序列：
- 第9裝甲團（SS-Panzer-Regiment 9）
- 第19裝甲擲彈兵團（SS-Panzer-Grenadier-Regiment 19）
- 第20裝甲擲彈兵團（SS-Panzer-Grenadier-Regiment 20）
- 第9裝甲炮兵團（SS-Panzer-Artillerie-Regiment 9）
  - 第9裝甲偵察營（SS-Panzer-Aufklärungs-Abteilung 9）
  - 第9裝甲反坦克營（SS-Panzerjäger-Abteilung 9）
  - 第9裝甲突擊炮營（SS-Sturmgeschütz-Abteilung 9）
  - 第9裝甲工兵營（SS-Panzer-Pionier-Bataillon 9）
  - 第9裝甲通信營（SS-Panzer-Nachrichten-Abteilung 9）
  - 第9裝甲防空營（SS-Flak Artillerie-Abteilung 9）
  - 第9裝甲火箭炮營
  - 第9裝甲補給隊（SS-Versorgungseinheiten 9）

## 戰爭罪行
醫務士官海因茨·哈根多夫（Heinz Hagendorf）因1945年1月15日在比利時使用標有紅十字的救護車向美軍開火，於達豪審判中被判六個月監禁。
1946年，馬庫斯·林哈特（Markus Lienhart）中尉因1945年3月在奧地利施特拉斯岡殺害三名美軍飛行員受審。飛行員投降後，威廉·施韋策（Wilhelm Schweitzer）黨衛軍官命令警察處決未果，林哈特親自射殺兩人，其父弗朗茨·林哈特（Franz Lienhart）襲擊第三名飛行員時因空襲中斷，該飛行員後被移交黨衛軍處決。最終馬庫斯被判絞刑，1946年10月26日於薩爾茨堡伏法；弗朗茨判刑十年，後減刑為三年，於1957年去世。

## 註腳
1. ↑  根據德國弗萊堡聯邦檔案館軍事檔案部保存的國防軍與武裝黨衛軍文件之正式定名